# William Joseph Bryan
William Joseph Bryan (* 1924 oder 1926; † wahrscheinlich 1977) war ein US-amerikanischer Pionier der modernen Hypnotherapie. Seine Ansätze fanden im Kalten Krieg ihre Anwendung.
Bryan war ein Urenkel von William Jennings Bryan. Während des Zweiten Weltkriegs war er Militärpsychiater. 1955 gründete Bryan das American Institute of Hypnosis und gab dessen Journal of the American Institute of Hypnosis heraus. Er veröffentlichte unter anderem Schriften über forensische Hypnose.
1962 wirkte Bryan bei John Frankenheimers Film Botschafter der Angst mit. Er wurde vor allem dadurch bekannt, dass er dem Serienmörder Albert Henry DeSalvo durch Hypnose ein Geständnis entlockte. Zudem ist er Protagonist einer bedeutenden Verschwörungstheorie: William Turner und Jonn Christian vermuteten in ihrem Buch The Assassination of Robert F. Kennedy, dass Bryan Sirhan Sirhan hypnotisch dazu bewegte, Robert F. Kennedy zu töten.

## Schriften (Auswahl)
- Legal aspects of hypnosis. Thomas, Springfield, Illinois 1962 (OCLC 697290676).
- Religious Aspects of Hypnosis… 1962.
- The chosen ones; or, The psychology of jury selection. Vantage Press, New York 1971 (OCLC 277517).